# زرپوش جامائیکایی
زرپوش جامائیکایی (نام علمی: Spindalis nigricephala) یکی از چهار گونه پرنده در تیرهٔ زرپوشان (Spindalidae) و بومی جامائیکا است.

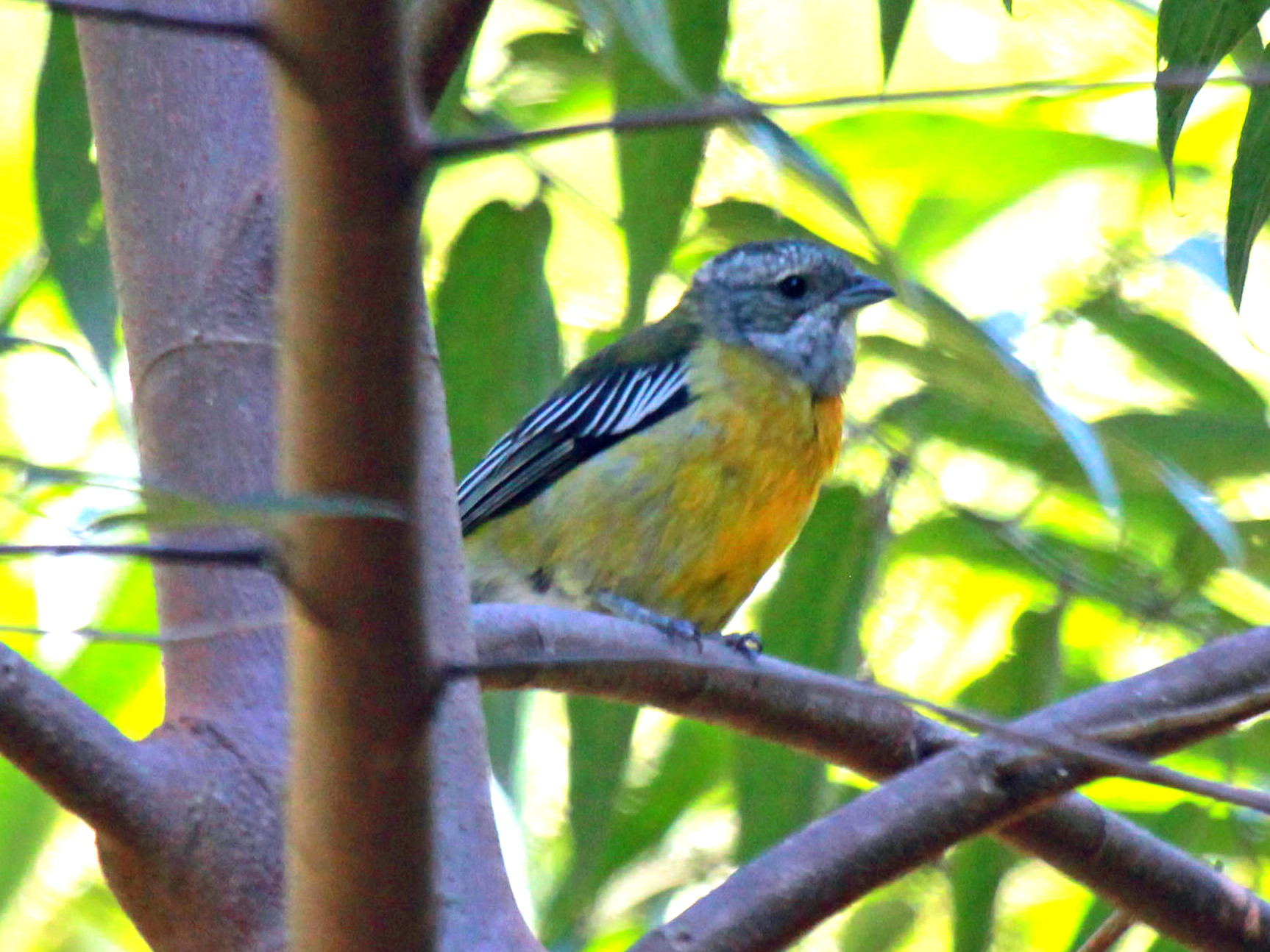
ماده